# Micro-région de Kadarkút
La micro-région de Kadarkút (en hongrois : kadarkúti kistérség) est une micro-région statistique hongroise rassemblant plusieurs localités autour de Kadarkút.